# Chiesa di Santa Maria Ausiliatrice (Marrucheti)
La chiesa di Santa Maria Ausiliatrice è un edificio religioso situato a Marrucheti, nel comune di Campagnatico, nella provincia di Grosseto, in Toscana.

## Storia
La chiesa si trova al centro della frazione, situata nella parte sud-occidentale del territorio comunale, lungo la strada provinciale delle Conce.
L'edificio religioso fu costruito tra il 1947 e il 1950 in stile neoromanico, su progetto di Ernesto Ganelli.

## Descrizione

### Esterno
La chiesa, a pianta rettangolare, si presenta ad aula unica con tetto a capanna e strutture murarie rivestite in intonaco. Al centro della facciata anteriore si apre il portale ligneo d'ingresso ad arco tondo, nella cui area si addossa alla facciata un piccolo pronao in laterizio che si apre con un ampio arco a tutto sesto, sopra il quale culmina con un frontone triangolare. Al centro della parte superiore della facciata anteriore si trova un rosone circolare che contribuisce all'illuminazione naturale dell'interno, per la quale risultano utili anche le monofore ad arco tondo che si aprono lungo i due fianchi laterali.
Sulla parte posteriore del fianco laterale destro si addossa il campanile a sezione quadrata, con strutture murarie in laterizio dalle linee semplici, alla cui sommità si apre una coppia di monofore su ciascun lato a racchiudere la cella campanaria, chiusa a sua volta in alto dal semplice tetto di copertura della torre campanaria.

### Interno
L'interno si presenta a navata unica, caratterizzata dalla sequenza di una serie di campate in cui è ripartita, ciascuna delle quali caratterizzata da un arco neoromanico a tutto sesto. Lateralmente si trovano due cappelle, mentre l'area presbiterale che precede l'abside si caratterizza per la volta a botte.